# Monachella muelleriana
Il pigliamosche di fiume (Monachella muelleriana Schlegel, 1871), unica specie del genere Monachella Salvadori, 1871, è un uccello della famiglia dei Petroicidi originario della Nuova Guinea e dell'arcipelago di Bismarck.

## Tassonomia
Sebbene la maggior parte degli studiosi tenda a classificare questa specie nel genere monotipico Monachella, alcuni hanno suggerito di porlo nel genere Microeca, date alcune somiglianze comportamentali e anatomiche. Attualmente ne vengono riconosciute due sottospecie:
- M. m. muelleriana (Schlegel, 1871) (Nuova Guinea);
- M. m. coultasi Mayr, 1931 (Nuova Britannia, l'isola più grande dell'arcipelago di Bismarck).

Taluni studiosi ritengono che M. m. coultasi costituisca una specie a parte, ma sono necessarie ulteriori ricerche per stabilire questo con certezza.

## Distribuzione e habitat
Il pigliamosche di fiume vive unicamente in Nuova Guinea e Nuova Britannia. È l'unico Petroicide presente su quest'ultima isola, sebbene taluni sostengano l'esistenza di un'altra specie di pigliamosche, non ancora descritta dalla scienza. Come indica il nome, predilige le zone dove scorrono corsi d'acqua a corso rapido, come torrenti e fiumi, in particolare dove sono presenti sponde rocciose.